# Équation transcendante

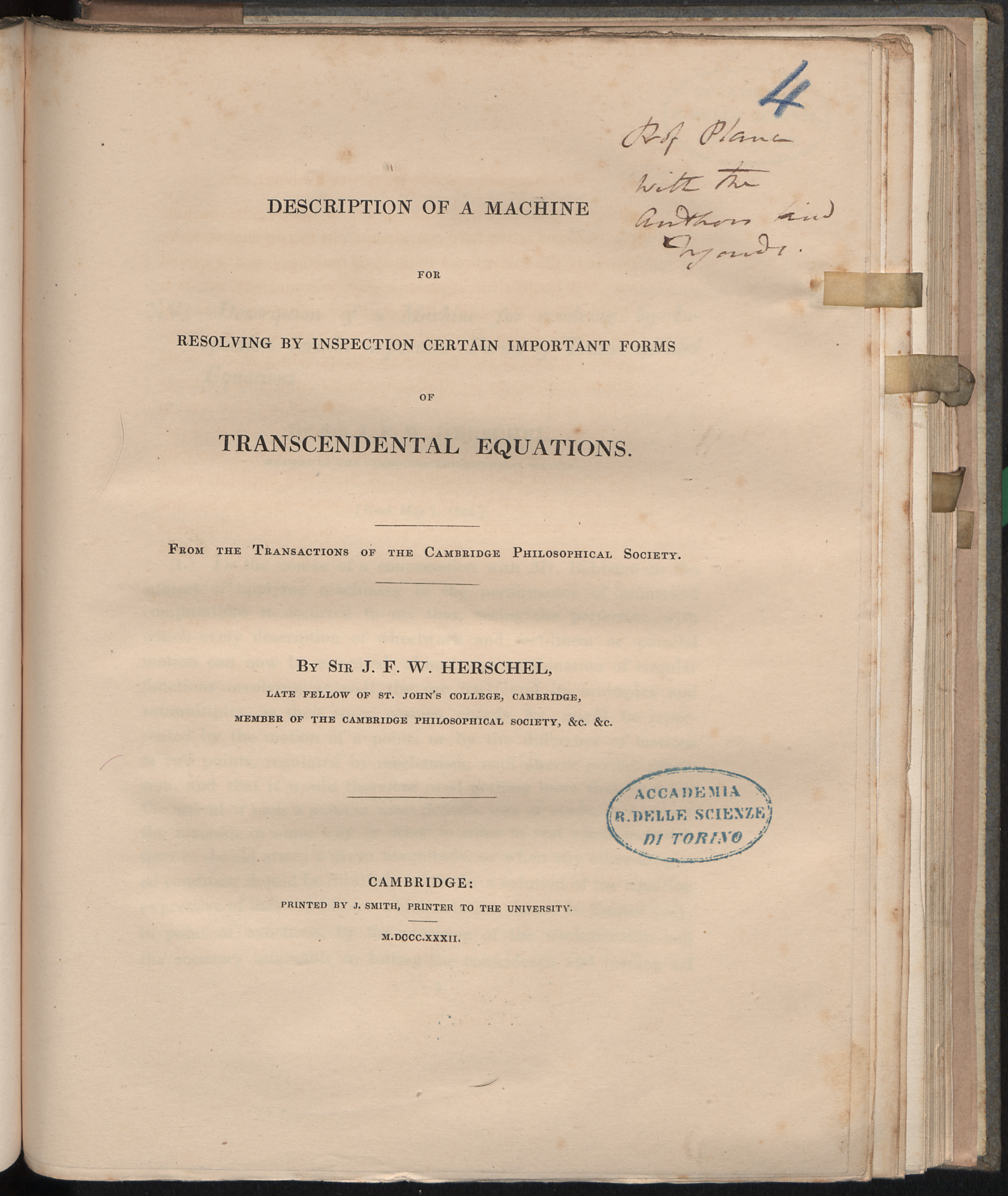
John Herschel, Description of a machine for resolving by inspection certain important forms of transcendental equations ("Description d'une machine pour résoudre par inspection certaines formes importantes d'équations transcendantes"), 1832

Une équation transcendante est une équation contenant une fonction transcendante d'une ou plusieurs variables qui sont solutions de l'équation. De telles équations n'ont généralement pas de solutions analytiques. Par exemple, on peut citer les équations suivantes :
{\displaystyle x=e^{-x}}
{\displaystyle x=\cos(x)}

## Équations transcendantes résolubles
Les équations pour lesquelles l'inconnue n'apparaît qu'une seule fois en tant qu'argument d'une fonction transcendante peuvent être résolues facilement, en utilisant les fonctions inverses. Il en va de même si l'équation peut être réduite à un cas similaire.

## Solutions approchées
Des solutions numériques approchées d'équations transcendantes peuvent être trouvées par des méthodes numériques, d'approximation analytique ou bien graphiques.
Les méthodes numériques pour résoudre des équations arbitraires font appel aux algorithmes de recherche d'un zéro d'une fonction.
Dans certains cas, l'équation peut être approximée par une série de Taylor au voisinage du zéro. Par exemple, pour {\displaystyle k\approx 1}, les solutions de {\displaystyle \sin x=kx} sont approximativement celles de {\displaystyle (1-k)x-x^{3}/3}, c'est-à-dire {\displaystyle x=0} et {\displaystyle x=\pm {\sqrt {6}}{\sqrt {1-k}}}.
Pour une solution graphique, une méthode est de séparer les variables puis de représenter les deux graphes. Les points d'intersection indiquent alors des solutions.
Dans d'autres cas, des fonctions spéciales peuvent être utilisées pour obtenir des solutions analytiques. En particulier, {\displaystyle x=e^{-x}} a une solution analytique en termes de la fonction W de Lambert.